# Формула (телеканал)
«Формула» (груз. ფორმულა) — грузинская частная телекомпания, основанная в 2019 году в Тбилиси. Вещание началось 1 октября 2019 года в 08:00 по тбилисскому времени.
Программа телеканала «Формула» включает в себя новостные, аналитические, образовательные и развлекательные программы. На канале транслируется рейтинговый грузинский сериал «Подруги моей жены». Телеканал вещает на всю Грузию. Рейтинги телекомпании измеряет TV MR GEORGIA.
По данным на май 2022 года, в «Формуле» работает 720 человек.

## Описание
ООО «Формула» было зарегистрировано 22 июля 2019 года, а 29 августа 2020 года Комиссия по коммуникациям Грузии уполномочила компанию в качестве телерадиокомпании.
Давид Кезерашвили является владельцем контрольного пакета (51%) телекомпании, а 49% поровну распределены между учредителями «Формулы Креатив»: Мишей Мшвилдадзе (12,25%), Ираклием Сагинадзе (12,25%), Зурабом Гумбаридзе (12,25%) и Георгием Лифонавой (12,25%).
Генеральным директором «Формулы» является Зураб (Зука) Гумбаридзе, заместителями — Георгий Таргамадзе, София Британчук и Леван Ломинадзе.

## История
В декабре 2020 года Национальная комиссия по коммуникациям Грузии оштрафовала «Формулу» на 2,5 тысяч лари за нарушение закона «О вещании». Телекомпания подверглась штрафу из-за размещения в сетке вещания в дневное время комедийного сериала «Подруги моей жены», предназначенного для зрителей старше 12 лет.
В сентябре 2021 года гендиректор «Формулы» Зука Гумбаридзе заявил, что власти Грузии атаковали его телеканал в преддверии выборов в органы местного самоуправления. По его словам, причина – социологический опрос, проведённый Edison Research по заказу телекомпании, и планы опубликовать данные экзитполов в день выборов 2 октября.
18 марта 2022 года на съёмочную группу телекомпании «Формула» было совершено нападение во время записи интервью в одном из тбилисских кафе в районе Ваке.
В августе 2022 года «Формула»  вместе с «Мтавари Архи» (груз. მთავარი არხი) и «TV Пирвели» (груз. TV პირველი) заявили, что будут наказаны Комиссией по коммуникациям за показ рекламного ролика акции «В сторону Европы». По оценке правящей партии «Грузинская мечта», видео, в котором людей призвали на митинг 24 июня, носит политический характер и направлено на создание негативного отношения к их партии.